# Garduña
Garduña ist der Name einer möglicherweise erst später erfundenen geheimen kriminellen Organisation in Spanien während des späten Mittelalters. Wenn es sie tatsächlich gab, soll die Garduña vor allem in, aber auch außerhalb von Gefängnissen aktiv gewesen sein. Sie erzielte ihre Einkünfte durch Raub, Geiselnahmen, Brandstiftung und Auftragsmorde. Sie soll 1417 gegründet worden sein und sich 1420 in Toledo eigene Statuten gegeben haben.